# Кіндрівка
Кі́ндрівка — село в Україні, у Кременчуцькому районі Полтавської області. Входить до складу Піщанської сільської громади. Населення становить 65 осіб. До 2020 року орган місцевого самоврядування — Ялинцівська сільська рада.

## Населення

### Мова
Розподіл населення за рідною мовою за даними перепису 2001 року:
| Мова       | Кількість | Відсоток |
| ---------- | --------- | -------- |
| українська | 60        | 92.31%   |
| російська  | 5         | 6.69%    |
| Усього     | 65        | 100%     |

## Географія
Село Кіндрівка знаходиться за 3,5 км від лівого берега річки Дніпро, за 5 км від греблі Кременчуцького водосховища, примикає до села Михайленки.

## Релігія
В Кіндрівці діє ашрам та пов'язана з ним ГО «Науково-дослідницький центр „Гармонія“».  [Архівовано 21 червня 2011 у Wayback Machine.]